# 程家集镇
程家集镇，是中华人民共和国安徽省亳州市利辛县下辖的一个乡镇级行政单位。

## 行政区划
程家集镇下辖以下地区：
赵圩村、汪庄户村、丰瓦村、程集村、郭湖村、北街村、李庙村、镇西村、王老家村、孔郢村、新建村、赵桥村和谭集村。